# ATC代码 (D06)
ATC代码D06（皮肤病用抗生素和化疗药）是解剖学治疗学及化学分类系统的一个药物分组，这是由世界卫生组织药物统计方法整合中心所制定的药品及其它医用产品的官方分类系统。分组D06是D皮肤病的一部分。
兽用代码（ATCvet码）可以在人用ATC代码前加Q字母：QD06等。没有相应人用ATC代码的ATCvet在以下列表中通过前置Q字母表示。
国家ATC分类可能包括列表中没有的其它分类，列表为世界卫生组织（WHO）版本。

## D06A 局部用抗生素（Antibiotics for topical use）

### D06AA四环素及其衍生物（Tetracycline and derivatives）
D06AA01 地美环素（Demeclocycline）
D06AA02 金霉素（Chlortetracycline）
D06AA03 土霉素（Oxytetracycline）
D06AA04 四环素（Tetracycline）
QD06AA52 金霉素，复方（Chlortetracycline, combinations）
QD06AA53 土霉素，复方（Oxytetracycline, combinations）
QD06AA54 四环素，复方（Tetracycline, combinations）

### D06AX 局部用其它抗生素（Other antibiotics for topical use）
D06AX01 夫西地酸（Fusidic acid）
D06AX02 氯霉素（Chloramphenicol）
D06AX04 新霉素（Neomycin）
D06AX05 杆菌肽（Bacitracin）
D06AX07 庆大霉素（Gentamicin）
D06AX08 短杆菌素（Tyrothricin）
D06AX09 莫匹罗星（Mupirocin）
D06AX10 维吉霉素（Virginiamycin）
D06AX11 利福昔明（Rifaximin）
D06AX12 阿米卡星（Amikacin）
D06AX13 瑞他莫林（Retapamulin）
QD06AX99 其他外用抗生素，组合（Other antibiotics for topical use, combinations）

## D06B 局部用化疗药（Chemotherapeutics for topical use）

### D06BA磺胺类（Sulfonamides）
D06BA01 磺胺嘧啶银（Silver sulfadiazine）
D06BA02 磺胺噻唑（Sulfathiazole）
D06BA03 磺胺米隆（Mafenide）
D06BA04 磺胺美唑（Sulfamethizole）
D06BA05 磺胺（Sulfanilamide）
D06BA06 磺胺甲嘧啶（Sulfamerazine）
QD06BA30 外用的化疗药物组合（Combinations of chemotherapeutics for topical use）
D06BA51 磺胺嘧啶银，复方（Silver sulfadiazine, combinations）
QD06BA53 磺胺米隆，复方（Mafenide, combinations）
QD06BA90 甲醛磺胺噻唑（Formosulfathiazole）
QD06BA99 磺胺类，组合（Sulfonamides, combinations）

### D06BB抗病毒药（Antivirals）
D06BB01 碘苷（Idoxuridine）
D06BB02 曲金刚胺（Tromantadine）
D06BB03 阿昔洛韦（Aciclovir）
D06BB04 鬼臼毒素（Podophyllotoxin）
D06BB05 肌苷（Inosine）
D06BB06 喷昔洛韦（Penciclovir）
D06BB07 溶菌酶（Lysozyme）
D06BB08 伊巴他滨（Ibacitabine）
D06BB09 依度尿苷（Edoxudine）
D06BB10 咪喹莫特（Imiquimod）
D06BB11 多可沙诺（Docosanol）
D06BB12 （Sinecatechins）
D06BB53 阿昔洛韦，复方（Aciclovir, combinations）

### D06BX 其它化疗药（Other chemotherapeutics）
D06BX01 甲硝唑（Metronidazole）

## D06C 抗生素和化疗药，复方（Antibiotics and chemotherapeutics, combinations）
空组